# Das Grundeigentum
Die Zeitschrift Das Grundeigentum (abgekürzt: GE) ist eine deutsche juristische Publikation des Grundeigentum-Verlags, welcher am 23. Juli 1957 als GmbH in das Handelsregister in Berlin eingetragen wurde, und ab 1957 in dieser Form erscheint.

## Geschichte
Bereits ab Oktober 1876 wurde durch den Verein Berliner Grundbesitzer Das Grundeigentum–Zeitschrift für Hausbesitzer bis April 1879 herausgegeben. Nach einer Pause war von Januar 1882 bis Mai 1886 der Centralverband der Haus- und Städtischen Grundbesitzervereine Deutschlands Urheber der Zeitschrift. Mit wechselnden Urheber wurde die Zeitschrift bis 1940 publiziert und dann bis März 1943 ohne Urheber herausgegeben.

1925 berichtete Das Grundeigentum z. B. von einem Urteil des Amtsgerichtes Berlin-Mitte:
Wiederholte verspätete Zahlungen der Miete berechtigen den Vermieter zur Klage auf Aufhebung des Mietverhältnisses und Räumung des Mietraums.
Und 2011 wird im gleichen Kontext ein Urteil des BGH aufgegriffen:
Fortdauernde unpünktliche Mietzahlungen trotz wiederholter Abmahnungen berechtigen zur Kündigung aus wichtigem Grund wegen Verhaltens.
Als weiterführende Organe, welche vom Helios-Verlag (Berlin-Borsigwalde) herausgegeben wurden und später in die aktuell erscheinende Zeitschrift Das Grundeigentum aufgegangen sind, sind Folgende anzusehen:
- Von 1956 bis Ende 1957 das Berliner Grundeigentum–Zeitschrift für die gesamte Grundstücks-, Haus- und Wohnungswirtschaft[4]
- Von 1943 mit Unterbrechungen bis Ende 1957 Haus und Wohnung–Zeitschrift für Grundstücks-, Wohn- und Miet-Recht, Steuer- und Hypotheken-Recht, Aufbau und Finanzierung[5]
- Von 1954 bis 1958 Berliner Hausbesitzer-Zeitung[6]

Von 1976 bis 2005 war Dieter Blümmel (* 1948) Chefredakteur der Zeitschrift, welcher seit 1987 auch Geschäftsführer der Grundeigentum-Verlag GmbH ist. Später übernahm dessen Sohn Pascal Blümmel den Posten als Chefredakteur, welcher an der FU Berlin 2013 im Bereich Physik promoviert hatte.

## Themeninhalte
Die Zeitschrift greift als Themen neben dem Sachenrecht das Schuldrecht mit dem Miet- und Pachtrecht sowie das Wohnungseigentums- und Baurecht auf.

## Ausgaben
Die Zeitschrift wird mit unterschiedlichen Beilagen ausgeliefert. So gibt es u. a. Beilagen zu Tarifen und Leistungsbedingungen der Berliner Stadtreinigungsbetriebe und auch vom IVD. Herausgebende Organe sind der Bund der Berliner Haus- und Grundbesitzervereine und der Ring Deutscher Markler, Landesverband Berlin und Brandenburg.
Ebenso berichtet die Zeitschrift über aktuelle Urteile mit Bezug den inhaltlichen Themen, wobei neben dem Urteilstenor auch die Urteilsbegründungen angeführt werden. Hierdurch werden diese Inhalten in der Tagespresse aufgegriffen. 

## Fachautoren (Auswahl)
- Dietrich Beyer: Vorschlag für eine Mietvertragsklausel: Erneut–Wer trägt die Kosten der Zwischenablesung? Heft 5, 2020, S. 298 ff.
- Lothar Briesemeister: Pflichten des WEG–Verwalters können sich auch gegen ihn selbst richten. Heft 1, 2020, S. 11 ff. und S. 58 ff.
- Stefan Evers: Generalsekretär der Berliner CDU warnt die Mieter vor „falschen Hoffnungen“: Mietendeckel–Der populistischen Mogelpackung fehlt der Warnhinweis auf Risiken und Nebenwirkungen. Heft 22, S. 1154 ff.
- Klaus-Martin Groth: Wohnungsausbau erst wieder im Winter? 2014, S. 360–362.